# Robert R. Williams
Robert R. Williams (16 februari 1886–2 oktober 1965) was een Amerikaans onderzoeker bij de Bell Telephone Company, die zich in zijn vrije tijd bezighield met onderzoek naar vitamines en daarbij de structuur van thiamine, vitamine B1, ontdekte. Het werd voor het eerst door hem geïsoleerd in 1933 en gesynthetiseerd in 1935. In 1936 kwam het op de markt om B1-tekort, wat beriberi veroorzaakt, op te heffen.
Voor zijn werk ontving hij onder andere de Perkin Medal in 1947.